# Ahimsa (singolo)
Ahimsa è un singolo del gruppo musicale irlandese U2 e del compositore indiano A. R. Rahman, pubblicato il 22 novembre 2019.

## Antefatti
Nel mese di settembre del 2019, Rahman e il gruppo irlandese hanno avuto un incontro a New York, presso gli Electric Lady Studios, per tracciare le linee guida del progetto musicale che avrebbe portato alla nascita del brano musicale.
Sul significato della canzone, Rahman, in un'intervista rilasciata all'edizione indiana di Rolling Stone, ha affermato che trae origine dal significato della parola sanscrita ahimsa, che può essere sintetizzato in non violenza. Il frontman degli U2, Bono, in merito a questo brano ha ricordato come l'impegno del gruppo irlandese per il rispetto dei diritti umani sia un elemento cardine del loro lavoro e come Martin Luther King sia stato un testimone per loro. Peraltro, lo stesso Martin Luther King vedeva un esempio in Gandhi.

## Registrazione
Il brano inizia e termina con un coro femminile composto da Raheema e Khatija, le figlie di Rahman, che cantano dei versi estratti dal libro Tirukkural, scritto in lingua tamil.

## Tracce
1. Ahimsa – 3:51
2. Ahimsa (KSHMR Remix) – 3:06

## Formazione

### U2
- Bono - voce
- The Edge - chitarra
- Adam Clayton - basso
- Larry Mullen Jr. - batteria, percussioni

### Allah Rakha Rahman
- Allah Rakha Rahman - tastiera, seconda voce
- Raheema e Khatija - cori